# مسائل محیط زیستی در ژاپن
آلودگی محیط زیست در ژاپن از دوره میجی با صنعتی شدن همراه بوده است. یکی از اولین موارد مسمومیت با مس ناشی از زهکشی معدن مس آشیو در استان توچیگی بود که از اوایل سال ۱۸۷۸ آغاز شد. سیل‌های مکرر در حوزه رودخانه واتاراس رخ داد و ۱۶۰۰ هکتار از زمین‌های کشاورزی و شهرها و روستاهای استان‌های توچیگی و استان گونما توسط آب سیل که حاوی ترکیبات مس معدنی بیش از حد از معدن آشیو بود، آسیب دیدند. پرورش‌دهندگان محلی به رهبری شوزو تاناکا، نماینده مجلس عوام از توچیگی، از فرمانداری و دولت درخواست کردند که عملیات استخراج را متوقف کنند. اگرچه شرکت معدن غرامت پرداخت کرد و دولت درگیر کارهای خاکریزی رودخانه واتاراس شد، اما هیچ راه حل اساسی برای این مشکل حاصل نشد.
ژاپن واردکننده پیشرو در جهان در زمینه منابع طبیعی تمام‌شدنی و تجدیدپذیر است. و یکی از بزرگ‌ترین مصرف‌کنندگان سوخت‌های فسیلی.

## وخامت اوضاع محیط زیست در دهه ۱۹۶۰
سیاست‌ها و مقررات زیست‌محیطی فعلی ژاپن، پیامد تعدادی از فجایع زیست‌محیطی در دهه‌های ۱۹۵۰ و ۱۹۶۰ میلادی بود که همزمان با رشد اقتصادی پرسرعت مرتبط با معجزه اقتصادی ژاپن رخ داد. مسمومیت با کادمیوم از زباله‌های صنعتی در استان تویاما کشف شد. شهر میناماتا در استان کوماموتو مسمومیت ناشی از متیل جیوه تخلیه شده از یک کارخانه شیمیایی را گزارش کرد، وضعیتی که به بیماری میناماتا معروف است. تعداد تلفات در میناماتا تا نوامبر ۲۰۰۶، ۶۵۰۰ نفر بوده است.
در یوکایچی، بندری در استان میه، آلودگی هوا ناشی از انتشار دی‌اکسید گوگرد و دی‌اکسید نیتروژن منجر به افزایش سریع تعداد افراد مبتلا به آسم و برونشیت شد. در مناطق شهری ، مه دود فتوشیمیایی ناشی از دود اگزوز خودروها و صنایع نیز در افزایش مشکلات تنفسی نقش داشته است. در اوایل دهه ۱۹۷۰، مسمومیت مزمن با آرسنیک که به گرد و غبار معادن آرسنیک نسبت داده می‌شود، در استان‌های استان شیمانه و میازاکی رخ داد.
جنبش‌های طرفدار محیط زیست در پی اعتراضات آنپو در سال ۱۹۶۰ در سراسر ژاپن شروع به ظهور کردند که نسل جدیدی از فعالان را به حرکت درآورد. این جنبش‌ها با طرح دو برابر کردن درآمد نخست‌وزیر هایاتو ایکدا که اولویت را بر رشد اقتصادی به هر قیمتی قرار داد، شتاب بیشتری گرفتند و مشکلات زیست‌محیطی را تشدید کردند.
در سال ۱۹۶۹، اتحادیه مصرف‌کنندگان ژاپن برای رسیدگی به مشکلات بهداشتی و ادعاهای دروغین شرکت‌ها تأسیس شد. جلسه مجلس ملی در سال ۱۹۷۰ به عنوان «مجلس آلودگی» به یاد آورده شد. در پاسخ به افزایش فشار و خشم عمومی، مجلس چهارده قانون ضد آلودگی را در یک جلسه تصویب کرد، که به عنوان نقطه عطفی در سیاست زیست‌محیطی تلقی می‌شد. در نتیجه، ژاپن در آن زمان قوی‌ترین مجموعه قوانین حفاظت از محیط زیست در جهان را داشت.
این قوانین جدید شامل قانون آلودگی آب و مقررات سراسری در مورد تخلیه مواد سمی بود. اصل «آلوده‌کننده هزینه را می‌پردازد» مطرح شد. یک آژانس ملی محیط زیست، که بعدها به وزارت محیط زیست تبدیل شد، در سال ۱۹۷۱ تأسیس شد. هزینه‌های دولت ملی در مورد مسائل زیست‌محیطی بین سال‌های ۱۹۷۰ تا ۱۹۷۵ تقریباً دو برابر و در سطح دولت‌های محلی سه برابر شد. سرمایه‌گذاری‌های تجاری در فناوری‌های پاک نیز به طرز چشمگیری افزایش یافت.
در نیمه دوم دهه ۱۹۷۰، اتحادیه مصرف‌کنندگان ژاپن رهبری مخالفت با انرژی هسته‌ای را بر عهده گرفت و خواستار برگزاری یک کمپین سراسری در هفته انرژی هسته‌ای شد. این جنبش طی چند دهه آینده به رشد خود ادامه داد و به یک جنبش ضد انرژی هسته‌ای قابل توجه در ژاپن تبدیل شد.
در دهه ۱۹۹۰، قوانین زیست‌محیطی ژاپن سختگیرانه‌تر شد. در سال ۱۹۹۳، دولت سیستم قانون محیط زیست را مجدداً سازماندهی کرد و قانون اساسی محیط زیست را وضع نمود و قوانین مرتبط این قانون شامل محدودیت انتشار گازهای صنعتی، محدودیت محصولات، محدودیت ضایعات، بهبود صرفه‌جویی در مصرف انرژی، ترویج بازیافت ضایعات، محدودیت استفاده از زمین، تنظیم برنامه‌های کنترل آلودگی محیط زیست و کمک به قربانیان و پیش‌بینی مجازات‌ها می‌شود. سازمان محیط زیست در سال ۲۰۰۱ به وزارت محیط زیست (ژاپن) ارتقا یافت تا با مشکلات رو به وخامت محیط زیست بین‌المللی مقابله کند.
در سال ۱۹۸۴، آژانس محیط زیست اولین گزارش رسمی خود را منتشر کرد. در مطالعه سال ۱۹۸۹، شهروندان معتقد بودند که مشکلات زیست‌محیطی در مقایسه با گذشته بهبود یافته است، تقریباً ۱٫۷٪ معتقد بودند که اوضاع بهتر شده است، ۳۱٪ معتقد بودند که اوضاع ثابت مانده است و تقریباً ۲۱٪ معتقد بودند که اوضاع بدتر شده است. حدود ۷۵ درصد از افراد مورد بررسی، نگرانی خود را در مورد گونه‌های در معرض خطر، کاهش جنگل‌های بارانی، گسترش بیابان‌ها، تخریب لایه اوزون، باران اسیدی و افزایش آلودگی آب و هوا در کشورهای در حال توسعه ابراز کردند. اکثر مردم معتقد بودند که ژاپن، به تنهایی یا با همکاری سایر کشورهای صنعتی، مسئولیت حل مشکلات زیست‌محیطی را بر عهده دارد. در نظرسنجی سال ۲۰۰۷، ۳۱٫۸٪ از مردم پاسخ دادند که فعالیت‌های حفاظت از محیط زیست منجر به توسعه اقتصادی می‌شود، ۲۲٫۰٪ پاسخ دادند که فعالیت‌های طرفدار محیط زیست همیشه مانع اقتصاد نمی‌شود، ۲۳٫۳٪ پاسخ دادند که حفاظت از محیط زیست باید در اولویت قرار گیرد، حتی اگر ممکن است مانع اقتصاد شود و ۳٫۲٪ پاسخ دادند که توسعه اقتصادی باید مقدم بر حفاظت از محیط زیست باشد.
اولین گزارش عملکرد زیست‌محیطی ژاپن که توسط سازمان همکاری و توسعه اقتصادی (OECD) در سال ۱۹۹۴ منتشر شد، این کشور را به خاطر جدا کردن توسعه اقتصادی از آلودگی هوا تحسین کرد، چرا که کیفیت هوای این کشور در عین رونق اقتصادی بهبود یافته بود. با این حال، از نظر کیفیت آب نمرات ضعیف‌تری دریافت کرد، زیرا رودخانه‌ها، دریاچه‌ها و آب‌های ساحلی آن استانداردهای کیفی را رعایت نمی‌کردند. گزارش دیگری در سال ۲۰۰۲ بیان کرد که ترکیبی از ابزارهای مورد استفاده برای اجرای سیاست‌های زیست‌محیطی بسیار مؤثر است و مقررات سختگیرانه، به خوبی اجرا شده و مبتنی بر ظرفیت‌های نظارتی قوی هستند.
در گزارش سالانه محیط زیست سال ۲۰۰۶، وزارت محیط زیست گزارش داد که مسائل اصلی جاری عبارتند از گرمایش جهانی و حفظ لایه اوزون، حفاظت از محیط زیست جوی، آب و خاک، مدیریت و بازیافت پسماند، اقدامات مربوط به مواد شیمیایی، حفاظت از محیط زیست طبیعی و مشارکت در همکاری‌های بین‌المللی.

## مسائل جاری

### مدیریت پسماند
ژاپن نزدیک به دو سوم زباله‌های خود را در زباله‌سوزهای شهری و صنعتی می‌سوزاند. در سال ۱۹۹۹، برخی از کارشناسان تخمین زدند که ۷۰ درصد از زباله‌سوزهای جهان در ژاپن قرار دارند. این امر در کنار فناوری‌های زباله‌سوز آن زمان، باعث شد ژاپن بالاترین سطح دیوکسین را در هوای خود در بین تمام کشورهای گروه ۲۰ داشته باشد. در سال ۲۰۱۹، پیشرفت تکنولوژی مشکل دیوکسین‌ها را تحت کنترل درآورد و دیگر تهدید بزرگی محسوب نمی‌شد. در سال ۲۰۰۱، وزارت دادگستری ایالات متحده به دلیل مرگ اعضای سرویس آمریکایی در تأسیسات هوایی نیروی دریایی آتسوگی که ناشی از یک کوره زباله‌سوز نزدیک به نام کوره زباله‌سوز جینکانپو آتسوگی بود، علیه ژاپن اقامه دعوی کرد. این موضوع، ادعای دولت ژاپن مبنی بر ایمن بودن هزاران کوره زباله‌سوز در ژاپن را زیر سؤال برده است.

### انرژی هسته‌ای
ژاپن یک سوم برق خود را از نیروگاه‌های هسته‌ای تأمین می‌کند. در حالی که اکثریت شهروندان ژاپنی عموماً از استفاده از راکتورهای هسته‌ای موجود حمایت می‌کردند، از زمان حادثه هسته‌ای در نیروگاه هسته‌ای فوکوشیما دایچی در ۱۱ مارس ۲۰۱۱، به نظر می‌رسد این حمایت به اکثریتی تغییر یافته است که خواهان کنار گذاشتن تدریجی انرژی هسته‌ای توسط ژاپن هستند. نخست‌وزیر سابق، نائوتو کان، اولین سیاستمدار برجسته‌ای بود که آشکارا مخالفت خود را با وابستگی ژاپن به انرژی هسته‌ای ابراز کرد و پیشنهاد داد که منابع انرژی هسته‌ای به تدریج کنار گذاشته شوند و به سمت سایر منابع انرژی تجدیدپذیر حرکت کنند. اعتراضات علیه طرح ساخت نیروگاه‌های بیشتر از زمان زلزله و سونامی ۱۱ مارس که باعث گداخت هسته‌ای سه راکتور در نیروگاه فوکوشیما دایچی در شرق ژاپن شد، افزایش یافته است.
مدیریت ضایعات هسته‌ای نیز در ژاپن مورد بحث قرار گرفت. کارخانه جدید بازفرآوری سوخت هسته‌ای مصرف‌شده در سال ۲۰۰۸ در روکاشو، آئوموری ساخته شد، اما محل انبار زیرزمینی زباله‌های هسته‌ای برای HLW و LLW هنوز تعیین نشده است. برخی از شهرهای محلی طرحی را برای انجام مطالعه زیست‌محیطی در محل دفع زباله اعلام کردند، اما گروه‌های شهروندی به شدت با این طرح مخالف هستند.

### شیلات و صید نهنگ
در رژیم غذایی ژاپنی‌ها، ماهی و فرآورده‌های آن نسبت به سایر انواع گوشت جایگاه برجسته‌تری دارند، به طوری که مصرف ماهی در ژاپن گاهی اوقات بالاترین میزان در جهان گزارش شده است. در برگه اطلاعاتی که توسط فائو در سال ۲۰۱۰ منتشر شد، تأکید شده است که به استثنای سال ۲۰۰۷، ژاپن از دهه ۱۹۷۰ واردکننده اصلی ماهی و محصولات شیلاتی بوده است. حتی در بازار امروز، ژاپن سومین بازار بزرگ جهان برای ماهی و محصولات ماهی است. تخمین زده می‌شود که در سال ۲۰۰۸، ژاپن ۸۱ درصد از ماهی تن تازه جهان را مصرف می‌کند. این دلایل دلیل آن است که ژاپن برخی از آب‌های جهان را با بیشترین میزان صید بی‌رویه ماهی دارد.
تا سال ۲۰۰۴، تعداد ماهی‌های تن بالغ باله آبی اقیانوس اطلس که قادر به تخم‌ریزی بودند، در نیمه غربی اقیانوس به تقریباً ۱۹ درصد از سطح سال ۱۹۷۵ کاهش یافت. ژاپن یک چهارم از ذخایر جهانی پنج گونه بزرگ ماهی را در اختیار دارد: ماهی باله آبی، ماهی باله آبی جنوبی، ماهی چشم درشت، ماهی باله زرد و ماهی آلباکور. از سال ۲۰۰۵، بیش از ده گونه با کاهش شدید ذخایر مواجه شدند. علاوه بر این، مقامات شروع به اجرای طرح‌های بازسازی ذخایر ماهی خال مخالی، خرچنگ برفی، ماهی شنی بادبانی، ماهی کولی ژاپنی، ماهی پافر ببری و چندین گونه دیگر کرده‌اند، زیرا ذخایر آنها به دلیل اقدامات تخریبی کاهش یافته است. این برنامه‌های بازسازی ذخایر ضروری بودند، زیرا داده‌های نشان داده شده توسط وزارت کشاورزی، جنگلداری و شیلات ژاپن نشان می‌دهد که ذخایر ماهی خال مخالی در دریای شمالی ژاپن حدود ۸۵۰۰۰ تن در مقایسه با ۸۰۰۰۰۰ تن یا بیشتر در دهه ۱۹۹۰ بوده است.
با این حال، به دلیل کاهش ذخایر اقیانوسی در اواخر قرن بیستم و مداخله دولت، کل صید سالانه ماهی ژاپن به سرعت در حال کاهش بوده است. سیاست‌های دولتی که اجرا شده‌اند شامل سیستم کل صید مجاز (TACs) می‌شود. این قانون توسط دولت ژاپن تصویب شد و قانونی که به سادگی با نام قانون TAC شناخته می‌شود، در ۱۴ ژوئن ۱۹۹۶ به اجرا درآمد که اساساً سهمیه‌هایی را برای میزان صید مجاز به شیلات تعیین می‌کند. این قانون همراه با برنامه‌های بازسازی ذخایر، به آرامی سال‌ها صید بی‌رویه را که در آب‌های ژاپن اتفاق افتاده بود، معکوس می‌کند.
شکار نهنگ برای اهداف تحقیقاتی حتی پس از توقف شکار تجاری نهنگ در سال ۱۹۸۶ ادامه یافت. این برنامه شکار نهنگ توسط گروه‌های حفاظت از محیط زیست و کشورهای مخالف شکار نهنگ مورد انتقاد قرار گرفته است، که می‌گویند این برنامه برای تحقیقات علمی نیست.

### برنامه‌ریزی شهری

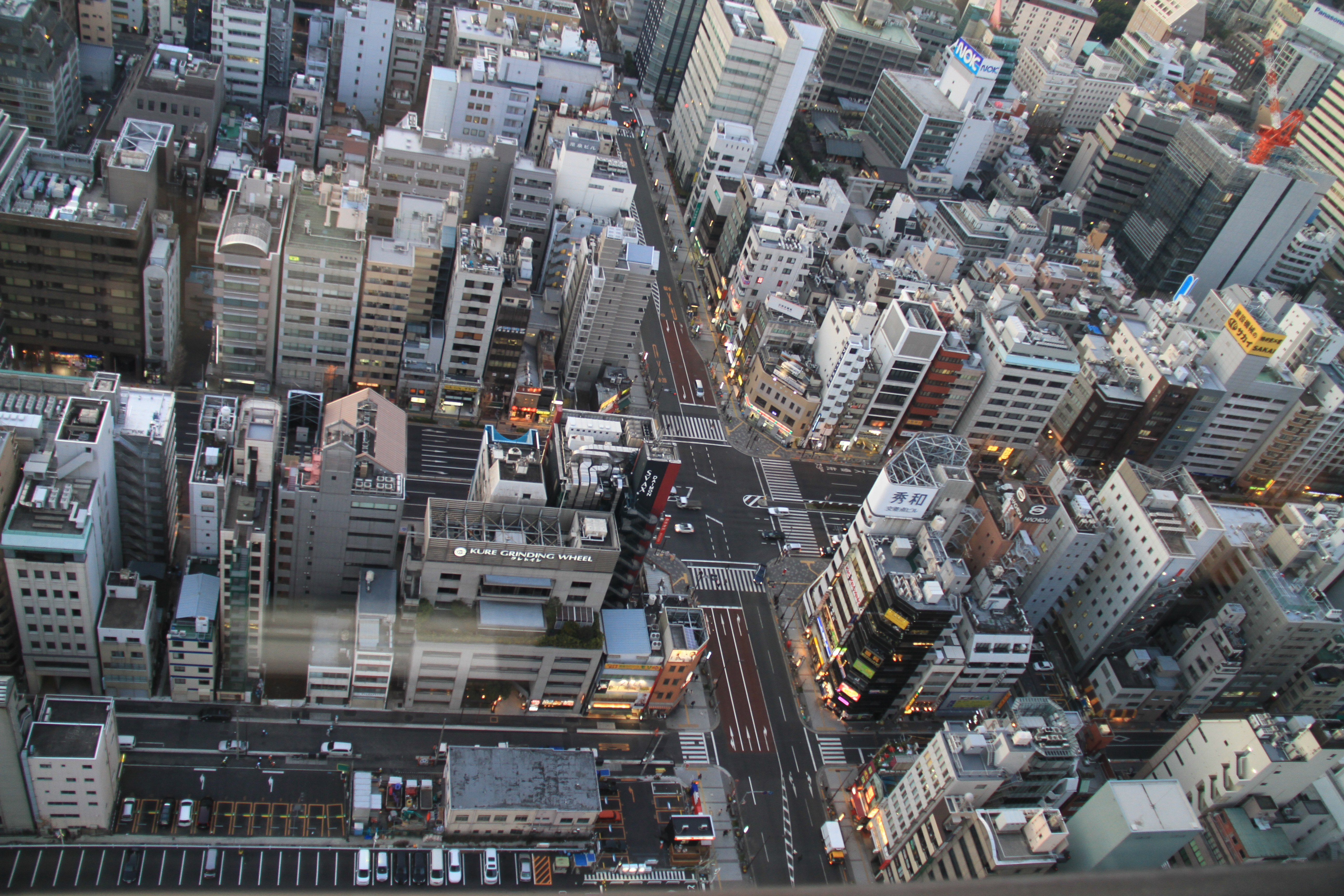
ساختمان‌های متراکم در هاماماتسوچو، توکیو

تلاش‌های گسترده برای بازسازی سراسری پس از جنگ جهانی دوم و توسعه دهه‌های بعدی، منجر به شهرنشینی و ساخت و ساز بیشتر شد. صنعت ساخت و ساز در ژاپن یکی از بزرگ‌ترین صنایع آن است و اگرچه ژاپن پارک‌ها و فضاهای طبیعی بسیار زیادی را حتی در قلب شهرهای خود حفظ کرده است، اما محدودیت‌های عمده‌ای در مورد مکان و نحوه انجام ساخت و ساز وجود ندارد. الکس کر، در کتاب‌هایش «ژاپن گمشده» و «سگ‌ها و شیاطین»، یکی از نویسندگانی است که به شدت بر مشکلات زیست‌محیطی مربوط به صنعت ساخت‌وساز ژاپن و قدرت لابی‌گری این صنعت که مانع از وضع قوانین سختگیرانه‌تر منطقه‌بندی و سایر مسائل زیست‌محیطی می‌شود، تمرکز دارد.

### جنگل‌ها
ژاپن در سال ۲۰۱۸ میانگین امتیاز شاخص یکپارچگی منظر جنگلی ۵٫۸ از ۱۰ را داشت که آن را در رتبه ۹۵ جهان از بین ۱۷۲ کشور قرار می‌دهد.

## برای مطالعهٔ بیشتر
- جارد دایموند، فروپاشی: چگونه جوامع راه شکست یا موفقیت را انتخاب می‌کنند، انتشارات پنگوئن، ۲۰۰۵ و ۲۰۱۱ (شابک ‎۹۷۸۰۲۴۱۹۵۸۶۸۱ ‏). به فصل ۹ با عنوان «مسیرهای متضاد به سوی موفقیت» مراجعه کنید.